# Bilstein (Kreuzau)
Bilstein is een klein dorp in de Duitse gemeente Kreuzau, deelstaat Noordrijn-Westfalen, en telt 309 inwoners (31 juli 2019).